# Локалізація Андерсона
Локалізація Андерсона, також відома як сильна локалізація, — явище у фізиці конденсованих середовищ, відсутність ефекту поширення хвиль в невпорядкованому середовищі. Це явище отримало назву на честь американського фізика  Філіпа Андерсона,  який першим припустив можливість локалізації електронів у напівпровіднику за умови, що ступінь хаотичності домішок або дефектів досить великий. Локалізація Андерсона є загальним хвильовим явищем, яке стосується хвиль різної природи: електромагнітних, акустичних, квантових,  спінових хвиль тощо. Це явище слід відрізняти від слабкої локалізації, яка є попередником локалізації Андерсона, і від локалізації Мотта, названої на честь Невілла Мотта, за якої перехід від металу до діелектрика відбувається не через розупорядкування структури, а через сильне взаємне кулонівське відштовхування електронів.
Андерсон розглянув модель тривимірної ґратки потенціальних ям, в кожній із яких можливий один стан для електрона. Електрон, локалізований в одній ямі, може з певною ймовірністю перестрибувати в сусідні ями. Андерсон поставив питання про те, наскільки ймовірно те, що локалізований в якійсь із ям електрон при {\displaystyle t\rightarrow \infty } опиниться на нескінченно великій віддалі від початкового положення. Андерсон показав, що ця ймовірність визначається відношенням величини енергетичного розупорядкування W до ширини зони B. Якщо W/B > 5, то всі електрони будуть локалізованими й не зможуть нескінченно віддалитися від свого початкового положення.